# خوسيه ليال
خوسيه ليال هو لاعب كرة قدم ومدرب كرة قدم أنغولي وبرتغالي في مركز الدفاع، ولد في 23 مارس 1965 في لواندا في أنغولا. شارك مع منتخب البرتغال لكرة القدم. أما مع النوادي، فقد لعب مع إستريلا دا أمادورا وسبورتينغ لشبونة ونادي بيلينينسش ونادي سانتا كلارا.

## وصلات خارجية
- خوسيه ليال على موقع الاتحاد الأوربي (الإنجليزية)
- خوسيه ليال على موقع قاعدة بيانات كرة القدم.إي يو (الإنجليزية)
- خوسيه ليال على موقع ناشيونال فوتبول تيمز (الإنجليزية)